# Митофагия
Митофа́гия — селективное разрушение митохондрий путём аутофагии. Впервые этот термин был введён J. J. Lemasters в 2005 году, хотя ещё с 1962 года было известно о том, что лизосомы клеток печени содержат фрагменты митохондрий, а в 1977 году при изучении метаморфоза тутового шелкопряда было отмечено, что функциональные изменения митохондрий могут вызывать аутофагию. Митофагия необходима для поддержания жизнедеятельности клетки, она способствует кругообороту митохондрий и предотвращает накопление нефункциональных митохондрий, которые могут привести к дегенерации клетки. У дрожжей митофагия опосредуется белком Atg32, а у млекопитающих регуляция митофагии осуществляется белками PINK1 и паркином. Митофагия не приурочена только к повреждённым митохондриям, в ней могут участвовать и неповреждённые митохондрии.

## Механизм

### У млекопитающих
В клетках млекопитающих имеется несколько механизмов активации митофагии. Наиболее хорошо изучен путь, включающий белки PINK1 и паркин. Этот путь начинается с распознавания отличий между нормальными и повреждёнными митохондриями. PTEN-индуцированная киназа 1 (PINK1) участвует в определении степени повреждённости митохондрий. Этот белок содержит аминокислотную последовательность, которая привлекает его к митохондриям. В нормальных митохондриях PINK1 импортируется через внешнюю митохондриальную мембрану через комплекс TOM и частично проходит через внутреннюю митохондриальную мембрану через комплекс TIM, так что он останавливается в положении, пронизывающем внутреннюю митохондриальную мембрану. Импорт через внутреннюю мембрану сопряжён с разрезанием PINK1, так что его масса уменьшается с 64 кДа до 60 кДа. Далее при участии белка PARL он превращается в белок массой 52 кДа. Новая форма PINK1 деградируется митохондриальными протеазами. Таким образом, в здоровых митохондриях концентрация PINK1 находится под контролем.
В повреждённых митохондриях внутренняя митохондриальная мембрана становится деполяризованной. Потенциал этой мембраны важен для TIM-опосредованного импорта белков. В случае деполяризованной мембраны PINK1 не может проходить через внутреннюю митохондриальную мембрану и не разрезается белком PARL, так что концентрация PINK1 во внешней мембране возрастает. PINK1 далее может рекрутировать паркин. Считается, что PINK1 фосфорилирует убиквитин, присоединённый к остатку серина 65 паркина, и из-за этого паркин рекрутируется к митохондриям. Паркин является цитозольной Е3-убиквитинлигазой. При попадании паркина в митохондрии PINK1 фосфорилирует паркин по остатку S65 (к тому самому, где был прикреплён убиквитин), и в результате этого фосфорилирования паркин димеризуется и активируется. Теперь паркин может присоединять убиквитин к другим белкам.
Поскольку PINK1 привлекает паркин к поверхности митохондрий, паркин может убиквитинилировать белки внешней митохондриальной мембраны, включая белки Mfn1/Mfn2 и mitoNEET. Убиквитинилирование поверхности митохондрий относится к числу факторов, запускающих митофагию. Паркин запускает присоединение убиквитиновых цепочек к остаткам лизина К63 и К48. Убиквитинилирование по К48 запускает деградацию белков и может приводить к пассивному разрушению митохондрий. Убиквитинилирование по К63 приводит к привлечению адаптерных белков митофагии MAP1LC3A/GABARAP, которые в конце концов запускают митофагию. Неизвестно, какие белки необходимы и достаточны для митофагии, и как эти белки, подвергаясь убиквитинилированию, запускают митофагию.
Другие пути запуска митофагии используют рецепторы митофагии на обращённой к цитоплазме стороне внешней митохондриальной мембраны. К числу рецепторов митофагии относятся белки NIX1, BNIP3 и FUNDC1. Все эти рецепторы содержат консенсусную последовательность LIR, которая связывается с MAP1LC3A/GABARAP, приводя к деградации митохондрий. В условиях гипоксии экспрессия BNIP3 активируется под действием HIF1α. Далее BNIP3 фосфорилируется по остаткам серина рядом с последовательностью LIR, и в фосфорилированном виде он способствует связыванию с MAP1LC3A. FUNDCI тоже чувствителен к гипоксии, хотя он постоянно присутствует во внешней митохондриальной мембране в нормальных условиях.
В нейронах митохондрии распределены неравномерно и тяготеют к местам, требующим большого количества энергии, таким как синапсы и перехваты Ранвье. Такое распределение поддерживается путём транспорта митохондрий по аксону, зависимому от моторных белков. У нейронов митофагия происходит в основном в теле клетки, хотя может происходить и в участках аксона, удалённых от тела клетки; в обоих случаях митофагия активируется по пути PINK1 и паркина. В нервной системе митофагия может происходить трансцеллюлярно, то есть повреждённые митохондрии ганглионарных клеток сетчатки могут передаваться для разрушения близлежащим астроцитам. Этот процесс известен как трансмитофагия.

### У дрожжей
Наличие митофагии у дрожжей было предположено после открытия дрожжевых митохондриальных генов побега (англ. Yeast Mitochondrial Escape genes (yme)), а именно yme1. Подобно другим белкам семейства ume активирует выход митохондриальной ДНК (мтДНК) из митохондрий, но только он увеличивает деградацию митохондрий. Изучая белки, которые опосредуют выход мтДНК, исследователи открыли, что кругооборот митохондрий осуществляется белками.
Больше сведений о генетическом контроле митофагии было получено при изучении UTH1. При поиске генов, регулирующих долголетие, было обнаружено, что у штаммов ΔUTH1 митофагия была подавлена, при этом на механизмы аутофагии влияния оказано не было. Было показано, что белок Uth1 необходим для перемещения митохондрий в вакуоли. Это было свидетельством существования специализированной системы митофагии. Было также показано, что фосфатаза Aup1 помечает митохондрии, которые нужно разрушить.
Другой дрожжевой белок, связанный с митофагией, — Mdm38p/Mkh1p, белок внутренней митохондриальной мембраны. Этот белок входит в состав комплекса, обеспечивающего движение ионов K+/H+ через внутреннюю мембрану. Делеция этого белка вызывает набухание митохондрий, утрату мембранного потенциала и фрагментацию митохондрий. 
Недавно было показано, что белок Atg32 играет важнейшую роль в митофагии у дрожжей. Он локализуется в митохондриях. Сразу после запуска митофагии Atg32 связывается с Atg11, и митохондрии, содержащие белок Atg32, переносятся в вакуоль. Ингибирование Atg32 подавляет привлечение машинерии аутофагии к митохондриям и деградацию митохондрий. Atg32 не является белком, необходимым для других форм аутофагии.

## Значение
Метаболизм митохондрий приводит к образованию побочных продуктов, которые приводят к повреждениям ДНК и мутациям. Таким образом, поддержание популяции нормальных митохондрий необходимо для жизнедеятельности клетки. Раньше считалось, что деградация митохондрий — случайный процесс, однако сейчас известно, что митофагия является селективным процессом. Образование АТФ при окислительном фосфорилировании приводит к появлению разнообразных активных форм кислорода (АФК) в митохондриях и субмитохондриальных частицах. Образование АФК как побочного продукта деятельности митохондрий в конце концов приводит к гибели клетки. Из-за особенностей своего метаболизма митохондрии очень чувствительны к АФК. При повреждении митохондрий происходит выход цитохрома с, запускающего каспазы и, соответственно, апоптоз, и наступает нехватка АТФ. Повреждение митохондрий происходит не только при окислительном стрессе или болезнях; нормальные митохондрии накапливают окислительные повреждения всё время, что вредно не только для самой митохондрии, но и для клетки. Из-за опасности, которую представляют повреждённые митохондрии для клетки, своевременное удаление повреждённых митохондрий необходимо для поддержания целостности клетки. Нехватка митохондрий сокращает количество факторов старения, а также приводит к тому, что клетка должна получать АТФ при помощи усиленного гликолиза.

## Клиническое значение

### Рак
Как известно, интенсивный рост раковых клеток обеспечивается сдвигом от окислительного фосфорилирования к гликолизу ввиду гипоксии, и с помощью гликолиза раковые клетки добывают необходимый АТФ (эффект Варбурга). Снижение окислительного фосфорилирования приводит к уменьшению плотности митохондрий. Как следствие эффекта Варбурга, раковые клетки накапливают большое количество лактата. Избыток лактата выделяется во внеклеточную среду, что приводит к понижению внеклеточного рН. Закисление среды приводит к клеточному стрессу, который, в свою очередь, может привести к аутофагии. Аутофагия запускается в ответ на различные стимулы, например, такие как нехватка питательных веществ, гипоксия и активация онкогенов. Однако, судя по всему, аутофагия помогает раковым клеткам выживать в условиях клеточного стресса, что приводит к устойчивости к противораковой терапии, такой как лучевая терапия и химиотерапия. Кроме того, во внеклеточной среде раковых клеток присутствует много транскрипционного фактора, индуцированного гипоксией 1-α (HIF1α), который активирует экспрессию BNIP3 — важного фактора митофагии.

### Болезнь Паркинсона
Болезнь Паркинсона — это нейродегенеративное заболевание, которое частично вызывается гибелью клеток, вырабатывающих дофамин, в чёрной субстанции головного мозга. Болезнь Паркинсона может быть результатом некоторых мутаций, в числе которых мутации, приводящие к утрате функции паркина и PINK1. Утрата этих белков приводит к накоплению в клетках повреждённых митохондрий и белковых скоплений, которые вызывают гибель клетки.
Считается, что митохондрии участвуют в развитии болезни Паркинсона. В случаях спонтанной (то есть не связанной с генами) болезни Паркинсона заболевание часто вызывается дисфункцией митохондрий, окислительным стрессом, изменениями в аутофагии и образованием скоплений белков. Это может приводить к набуханию и деполяризации митохондрий. Нарушения в выделении энергии в митохондриях вызывают разрушение клеток, в частности, в чёрной субстанции.